# Быки Демут-Малиновского
Быки Демут-Малиновского — две статуи бронзовых быков, созданные в 1827 году скульптором В. И. Демут-Малиновским для украшения Скотопригонного двора в Санкт-Петербурге (наб. Обводного кан., 100).
В советское время перемещены к проходной Ленинградского мясокомбината на Средней Рогатке, где находились до 2023 года.

## История
В Эрмитаже хранится по крайней мере одна малая модель одного из быков, датированная 1824 годом.
Полноразмерные фигуры были отлиты в мастерской на Васильевском острове под руководством литейщика Антипа Дмитриева.
В советское время, при переустройстве Скотопригонного двора в молокозавод в 1936 году, быки были перемещены к проходной Ленинградского мяскомбината.
Во время Великой Отечественной войны статуи были эвакуированы вглубь города на территорию Александро-Невской лавры. После окончания войны быки вернулись на своё прежнее место — к воротам мясокомбината.

## Современность
В 2017 году быков покрасили в зелёный цвет.
В 2020-е годы быки стали предметом суда. ООО «Самсон» посчитало, что после приватизации госпредприятия в 1992 году статуи тоже перешли к ней. Арбитражный суд Петербурга и Ленинградской области отклонил иск ООО «Самсон» к Росимуществу и межрегиональному территориальному управлению о признании права собственности на фигуры быков. Фигуры принадлежат городу и с весны 2021 года закреплены на праве оперативного управления за Государственным музеем городской скульптуры Петербурга. В комитете имущественных отношений, который был соответчиком в суде, заявили, что быки из государственной собственности не выбывали и в приватизации не участвовали.
В 2020 году КГИОП утвердил с музеем охранное обязательство. Согласно документу, быков должны были отреставрировать до 6 апреля 2023 года, а далее вернуть с «задворок» на законное место.
Архитектор Никита Явейн планирует перенести фигуры перед новым въездом на территорию жилого дома со стороны Обводного канала.
По словам группы энтузиастов, занимающихся судьбой скульптур, вопрос о том, останутся ли скульптуры после окончания работ на своём месте, возле ворот, или будут перенесены куда-либо, остаётся открытым. Ворота с оградой также являются выявленным объектом культурного наследия, поэтому разлучать скульптуры, ограду и комплекс комбината невозможно как морально, так и юридически.
В ночь с 13 на 14 января 2023 года статуи были перевезены в реставрационные мастерские. По состоянию на февраль 2023 года были сделаны пробные расчистки и взяты пробы.

## В массовой культуре
Существует городская легенда, что Демут-Малиновскому приснился сон о том, что бронзовые быки ожили и пришли к нему на могилу — речь идёт об их временной эвакуации в Александро-Невскую лавру.
У быков есть неофициальные клички, данные им мастерами: левого зовут Взорушка, а правого Невзорушка (также Взорка и Невзорка).